# Raymond Fol
Raymond Fol (Parijs, 9 april 1928 – aldaar, 1 mei 1979) was een Franse jazzpianist en -componist.

## Biografie
Raymond Fol groeide op in een muzikantenfamilie en was een leerling van Henri Challan, Marthe Morhange en Nadia Boulanger. Rond 1945 speelde hij traditionele jazz in een formatie met zijn broer Hubert Fol en trompettist Boris Vian, later ook met Django Reinhardt (1949–1951). Hij werkte ook samen met Chet Baker, Claude Abadie, Claude Leon, Pierre Michelot, Stéphane Grappelli, Kenny Clarke, James Moody, Roy Eldridge, Guy Lafitte en was lid van de orkesten van Aimé Barelli, Sidney Bechet en Claude Luter. Fol creëerde Vivaldi's Four Seasons in Jazz in 1965 op basis van Vivaldi-motieven en leidde een bigband met 27 muzikanten, waaronder Johnny Griffin, Fats Sadi en Art Taylor. Hij bleef zijn hele leven verbonden met de muziek van Duke Ellington en met hem werkte hij als gastsolist op rondreizen in Frankrijk in 1969 en 1974 en speelde hij met de Ellington-muzikanten Paul Gonsalves en Cat Anderson.
In de stijl van pianist Fol verschijnen invloeden van Fats Waller, Erroll Garner en Duke Ellington. Als arrangeur is hij een Ellington-student en heeft hij tal van swingtitels gecomponeerd. Duke Ellington schreef in zijn autobiografie: 'Elke keer als ik daar ben (in Parijs), laat ik Raymond Fol iets voor me componeren'. In 1970 mocht Fol de zieke Ellington vertegenwoordigen in een optreden van zijn orkest in de New York Rainbow Grill en ook op een Europese tournee. In de jaren 1970 maakte Fol ook gastoptredens in Duitsland (meest recentelijk in 1979), speelde met René Franc et les Bootleggers, als solo-pianist en met een formatie met Gérard Badini en Michel Gaudry. Festival Swinging Paris was de naam van een show, waarmee Fol in 1978 door Europa toerde als solo-pianist en als lid van Sam Woodyard's Jazz Five. Ter ere van Raymond Fol heeft het Raymond Fol jazzfestival plaatsgevonden in zijn huis in Matagot (Chaudeyrolles/departement Haute-Loire) nabij de Mont Mézenc.

## Overlijden
Raymond Fol overleed in mei 1979 op 51-jarige leeftijd.

## Discografie
Als leader
- 1966: Vivaldi’s Four Seasons in Jazz (Philips Records)  o.a. met Johnny Griffin, Fats Sadi, Jimmy Woode, Art Taylor en Jean-Louis Viale; opnieuw uitgebracht in 2001 in de Jazz in Paris-serie onder de titel Les 4 saisons (Gitanes/Universal Music Group)
- 2007: Echoes Of Harlem, Jazz in Paris-Serie (Gitanes/Universal)

Als sideman
- 1978: Cat Anderson: Plays W.C. Handy (Black & Blue Records)
- 1978: Harold Ashby: Scufflin’ (Black & Blue)
- 1955-1956: Chet Baker: Chet Baker in Paris – Barclay Sessions, (Universal Music Group)
- 1950-1951: Roy Eldridge: The Complete Vogue Recordings in der American Jazz in Paris-serie, Vol. 2: French Cooking , (Disques Vogue)
- 1952-1953: Dizzy Gillespie: Plays In Paris, original vogue masters-serie (Bertelsmann|Bertelsmann Music Group, 1998)
- 1970: Paul Gonsalves: Just A-Sittin' And A-Rockin’ (Black Lion Records)
- 1976: Lionel Hampton: Ring Dem Vibes (Blue Star); opnieuw uitgebracht in 2000 in de Jazz in Paris-serie (Gitanes/Universal)
- 1962: Slide Hampton: Exodus (Philips Records), opnieuw uitgebracht in 2001 in de Jazz in Paris-serie (Gitanes/Universal)
- 1949-1950: Johnny Hodges, Coleman Hawkins: Johnny Hodges, Coleman Hawkins – The Vogue Recordings, original vogue masters-serie (BMG, 1999)
- 1954: Guy Lafitte: Blue And Sentimental (Club français du disque), opnieuw uitgebracht in 2001 in de Jazz in Paris-serie (Gitanes/Universal)
- 1951: James Moody, Frank Foster: James Moody and Frank Foster in Paris, (Disques Vogue, 1995)
- 1951-1953: Django Reinhardt: Nuits de Saint-Germain des-Prés, Jazz in Paris-serie (Gitanes/Universal, 2002)
- 1959: Clark Terry: Clark Terry And His Orchestra Featuring Paul Gonsalves, (Storyville Records, 2002)